# Submicroterys eriococcophagus
Submicroterys eriococcophagus is een vliesvleugelig insect uit de familie Encyrtidae. De wetenschappelijke naam werd voor het eerst geldig gepubliceerd in 2004 door Xu.